# Check Yo Self
Check Yo Self – hip-hopowy utwór amerykańskiego rapera Ice Cube'a wydany w lipcu 1993 jako singel jego trzeciego albumu solowego, The Predator. Wersja zremiksowana pojawiła się w pierwszej kompilacji wykonawcy, Bootlegs & B-Sides oraz albumie największych hitów Ice Cube’a. W utworze pojawił się gościnnie zespół hip-hopowy z Nowego Jorku, Das EFX.
Utwór znalazł się na szczycie listy Billboard R&B/Hip-Hop and Rap oraz osiągnął 20. miejsce na liście Hot 100.

## Zapożyczenia
Utwór w oryginalnej wersji wykorzystuje podkłady muzyczne z utworów „The New Style” grupy muzycznej Beastie Boys oraz „I'm Blue” zespołu The Sweet Inspirations, a zremiksowana singla wykorzystuje podkłady z utworów „The Message” zespołu Grandmaster Flash and the Furious Five, „Deeez Nuuuts” Dr. Dre oraz „Before You Judge” Brysona Tillera.

## Pozycje na listach przebojów i certyfikacje

### Cotygodniowe listy
| Lista (1993)                 | Pozycja |
| ---------------------------- | ------- |
| US Billboard Hot 100         | 20      |
| US Billboard Hot R&B Singles | 1       |
| US Billboard Hot Rap Tracks  | 1       |
| UK Singles Chart             | 36      |

### Coroczne listy
| Lista (1993)                 | Pozycja |
| ---------------------------- | ------- |
| US Billboard Hot 100         | 86      |
| US Billboard Hot R&B Singles | 57      |

### Certyfikacje
| Państwo                  | Status  | Sprzedaż  |
| ------------------------ | ------- | --------- |
| Stany Zjednoczone (RIAA) | platyna | 1 000 000 |

## Utwór w kulturze popularnej
Check Yo Self w wersji zremiksowanej pojawiło się w jednej ze stacji radiowych w grze Grand Theft Auto: San Andreas wraz z innym singlem wykonawcy, It Was a Good Day oraz w filmie Harold i Kumar uciekają z Guantanamo.